# Wim de Leeuw (burgemeester)
Wilhelmus Stephanus Petrus Paulus (Wim) de Leeuw (Ammerzoden, 29 juni 1938 – Opmeer, 14 april 2003) was een Nederlands politicus van de KVP en later het CDA.
Hij werd geboren als zoon van H.A.B. de Leeuw, destijds burgemeester van Ammerzoden en daarna van Didam (1938-1953) en Bergh (1953-1965). Zelf werd hij in 1960 administrateur bij Vroom & Dreesmann in Leeuwarden en later volgde daar promotie tot adjunct personeelschef. Vervolgens werd hij hoofd opleidingen van V&D in Noord-Nederland. Toen Wim de Leeuw 27 was kwam hij namens de KVP in de gemeenteraad van Leeuwarden en in 1975 werd hij de CDA-fractievoorzitter.
In 1967 werd zijn oudere broer Jan de Leeuw burgemeester van Woensdrecht en in juli 1976 werd Wim de Leeuw benoemd tot burgemeester van de Noord-Hollandse gemeente Opmeer. Vanwege gezondheidsproblemen legde hij tijdelijk zijn functie neer, waarop in januari 2002 Hans Cornelisse benoemd werd tot waarnemend burgemeester van Opmeer. De Leeuw zou niet meer in zijn oude functie terugkeren en hij overleed ruim een jaar later op 64-jarige leeftijd.